# Boom edilizio
Boom edilizio è un'espressione utilizzata per definire un eccezionale incremento della produzione edilizia e conseguente ascesa dei ricavi nel settore delle costruzioni.

## Descrizione

### Il boom edilizio in Italia degli anni sessanta
Diversi sono stati i boom edilizi in Italia e in altri Paesi nelle diverse epoche.
Nella fattispecie quando si parla di boom edilizio in Italia ci si riferisce a quello avvenuto negli anni sessanta, in stretto rapporto al più generale boom economico degli anni 1958–63 che vide una grande e inaspettata, nelle sue proporzioni, espansione dell'economia Italiana.
Il patrimonio edilizio in Italia aumentò vertiginosamente nel dopoguerra. Nel 1951 erano stati costruiti 10,7 milioni di abitazioni che erano quasi raddoppiate nel 1991 raggiungendo la cifra di 19,7 milioni di unità. (Fonte Censis).
I motivi specifici di tale sviluppo sono essenzialmente da individuarsi:
- La diversa distribuzione geografica della popolazione: tra gli  anni cinquanta  e gli anni sessanta più di 10 milioni di italiani si spostarono dal Mezzogiorno e dalle regioni del Triveneto verso le aree più ricche e industrializzate del paese, dalle zone povere a quelle ricche, dall'agricoltura all'industria.
- La rapida crescita demografica legata alle migliorate condizioni economiche e sociali.
- L'aumento del reddito per abitante che raddoppiò quasi, passando da 577 dollari USA nel 1952 a 970 nel 1963; nel frattempo la disoccupazione era scesa sotto la soglia, definita economicamente “frizionale”, del 3% nel 1962, dato che corrispondeva in pratica al raggiungimento della piena occupazione.
- I bassi tassi d'interesse che consentirono a molti l'accesso al credito ed ai mutui fondiari ed edilizi.
- L'edilizia economica popolare denominata INA-Casa, che ebbe con tutti i suoi limiti, una funzione di traino al progredire del settore delle costruzioni e delle cooperative edili.

### I problemi del boom edilizio in Italia
Ogni crescita veloce ed inattesa conduce alla nascita di nuovi squilibri ed il boom edilizio degli anni sessanta in Italia non fu da meno, viste anche le condizioni di arretratezza del paese e soprattutto la rapidità con il quale questo si sviluppò.

#### Speculazione edilizia
Le città crescono rapidamente: la popolazione di Torino tra il 1951 e il 1961 raddoppiò, aumentando di una percentuale del 46%, mentre quella di Milano sempre dal 1951 al 1961 aumentò del 24,1%. Ma è tutto il territorio nazionale a mutare fisionomia, da un paese essenzialmente rurale ed agricolo l'Italia si trasforma in una estensione di grandi sobborghi urbani ed industriali dove il cemento è il nuovo comune denominatore. Non vengono risparmiate nemmeno le coste ed i piccoli villaggi, che si trasformano in centri balneari o turistici per far fronte alle nuove domande (seconde case, alberghi ecc.), che la nuova società industriale ed urbana impone.
La prima e tra le più gravi conseguenze, quindi, dello sviluppo incontrollato delle città fu la speculazione edilizia. La superficie Italiana si trasformò in una gigantesca lottizzazione. Una ricerca del Ministero dei lavori pubblici dei primi anni sessanta rilevava dati incredibili: dall'esame di una parte ancora ristretta  dei comuni Italiani, (un quarto, corrispondente a circa a 2000 municipalità), veniva riscontrato che erano state autorizzate lottizzazioni per una superficie di circa 115.000 ettari. Il dato era impressionante perché corrispondeva a ben 18.000.000 di vani, che statisticamente potevano essere commisurati alle necessità nazionali fino al 1980.

#### Mancanza di una legislazione urbanistica appropriata
La mancanza di una legislazione urbanistica efficiente ed anche il mancato rispetto delle norme in molti casi consentì di costruire praticamente ovunque anche senza tener conto delle prescrizioni edilizie ed antisismiche. Da stime del Censis vengono considerati di scarsa qualità tecnica ed a rischio circa 680.000 alloggi risalenti a quell'epoca.
I danni ambientali furono considerevoli e solo tardivamente entrarono in vigore norme di tutela ambientale ed edilizia intese alla salvaguardia del territorio e dell'ambiente costruito.
Il paese si era sviluppato troppo velocemente, tanto che i suoi legislatori, la sua cultura, le sue amministrazioni non riuscirono a tenerne il passo. Ancora oggi, del resto, il cosiddetto “paese legale” manifesta la sua distanza di fronte alle necessità, alle aspettative ma anche alla cultura del “paese reale”.
L'INU (Istituto Nazionale di Urbanistica) e gli urbanisti ed architetti più importanti si disimpegnarono o furono incapaci di trovare soluzioni e passarono la mano ai politici. La legislazione urbanistica negli anni sessanta fu così quella dell'emergenza delle leggi tampone, come la Legge 765, detta "Legge ponte", che doveva dare un primo ordine alle problematiche urbane. In realtà non si riuscì e questo neppure in seguito, ad approntare norme che rappresentassero un progetto di struttura del territorio all'altezza della situazione e di come i bisogni sociali ed economici richiedevano.

#### Riflessi sociali dell'urbanizzazione selvaggia
Ai margini dei centri urbani erano sorti i quartieri-dormitorio, a volte baraccopoli; i quartieri dell'edilizia economica e popolare realizzati dallo stato non furono sufficienti. Venne così a svilupparsi un'edilizia informe, grigia, architettonicamente e strutturalmente scadente, senza spazi verdi e di servizio, che crearono gravi difficoltà di inserimento a molte famiglie. Inoltre bisogna considerare le difficoltà di adattamento ai ritmi e alla rigida disciplina di fabbrica da parte di soggetti abituati a vivere il lavoro seguendo i tempi della natura.